# Aeroportul Mongo
Aeroportul Mongo (IATA: MVO, ICAO: FTTM) este un aeroport din Ciad ce deservește zona Mongo.
Situat la o altitudine de 428 m, aeroportul dispune de o singură pistă.